# Maiden (Carolina do Norte)
Maiden é uma cidade  localizada no estado norte-americano de Carolina do Norte, no Condado de Catawba e Condado de Lincoln.

## Demografia
Segundo o censo norte-americano de 2000, a sua população era de 3282 habitantes.
Em 2006, foi estimada uma população de 3348, um aumento de 66 (2.0%).

## Geografia
De acordo com o United States Census Bureau tem uma área de
12,4 km², dos quais 12,3 km² cobertos por terra e 0,1 km² cobertos por água. Maiden localiza-se a aproximadamente 261 m acima do nível do mar.

## Localidades na vizinhança
O diagrama seguinte representa as localidades num raio de 16 km ao redor de Maiden.